# Uádi Alhaiate
Uádi Alhaiate (em árabe: شعبية وادي الحياة; romaniz.: Wādī al Ḥayāh) é um distrito da Líbia. Foi criado em 1995, quando registra-se 49 600 residentes e uma área e 10 500 quilômetros quadrados. Em 2001, havia 51 602 residentes. Desde a reforma de 2002, faz divisa com Axati ao norte, Seba a leste Murzuque ao sul e Gate a oeste.
Segundo o censo de 2012, a população era de 73 872 pessoas, das quais 69 322 eram líbios e 4 550 não-líbios. O tamanho médio das famílias líbias era 5.74, enquanto o tamanho médio das não-líbios era de 4.13. Há no total 13 643 famílias no distrito, com 12 488 sendo líbias e 1 155 não-líbias. Em 2012, aproximados 353 indivíduos morreram no distrito, dos quais 243 eram homens e 110 eram mulheres.